# 杨寨镇
杨寨镇，是中华人民共和国湖北省随州市广水市下辖的一个乡镇级行政单位。

## 行政区划
杨寨镇下辖以下地区：
金鼎社区、方店村、杨榨村、刘畈村、杨田村、杨寨村、余店村、高山村、陈家河村、代畈村、朱新街村、同心村、郭店村、左榨村、西湾村、东红村、东周村、邓店村、京桥村、丁湾村、仁寨村、茶林村、大布村和猫山村。

## 交通
- 鸡杨铁路：杨家寨站